# Stanley-Cup-Playoffs 1946
Die Playoffs um den Stanley Cup des Jahres 1946 begannen am 19. März 1946 und endeten am 9. April 1946 mit dem 4:1-Erfolg der Canadiens de Montréal gegen die Boston Bruins. Die Canadiens gewannen damit den zweiten Titel in den letzten drei Jahren sowie den insgesamt sechsten ihrer Franchise-Geschichte. Zudem hatten sie in Person von Elmer Lach den Topscorer der Playoffs in ihren Reihen. Die Bruins hingegen mussten die zweite Finalniederlage in Folge hinnehmen, zuletzt waren sie 1943 den Detroit Red Wings unterlegen gewesen.

## Modus
Für die Playoffs qualifizierten sich die vier besten Teams der Liga. Im Halbfinale standen sich der Erste und der Dritte sowie der Zweite und der Vierte der Abschlusstabelle gegenüber. Die jeweiligen Sieger bestritten anschließend das Stanley-Cup-Finale.
Alle Serien wurden dabei im Best-of-Seven-Modus ausgetragen, das heißt, dass ein Team vier Siege zum Weiterkommen benötigte. Das höher gesetzte Team hatte dabei in den ersten beiden Spielen Heimrecht, die nächsten beiden das gegnerische Team. Sollte bis dahin kein Sieger aus der Runde hervorgegangen sein, wechselte das Heimrecht von Spiel zu Spiel. So hatte die höher gesetzte Mannschaft in den Spielen 1, 2, 5 und 7, also vier der maximal sieben Spiele, einen Heimvorteil.
Bei Spielen, die nach der regulären Spielzeit von 60 Minuten unentschieden blieben, folgte die Overtime. Sie endete durch das erste erzielte Tor (Sudden Death).

## Qualifizierte Teams
- (1) Canadiens de Montréal
- (2) Boston Bruins
- (3) Chicago Black Hawks
- (4) Detroit Red Wings

## Playoff-Baum
|  | Halbfinale | Halbfinale            | Halbfinale |  |  | Stanley-Cup-Finale | Stanley-Cup-Finale    | Stanley-Cup-Finale |
|  |            |                       |            |  |  |                    |                       |                    |
|  |            |                       |            |  |  |                    |                       |                    |
|  | 1          | Canadiens de Montréal | 4          |  |  |                    |                       |                    |
|  | 3          | Chicago Black Hawks   | 0          |  |  |                    |                       |                    |
|  |            |                       |            |  |  | 1                  | Canadiens de Montréal | 4                  |
|  |            |                       |            |  |  | 2                  | Boston Bruins         | 1                  |
|  | 2          | Boston Bruins         | 4          |  |  |                    |                       |                    |
|  | 4          | Detroit Red Wings     | 1          |  |  |                    |                       |                    |
|  |            |                       |            |  |  |                    |                       |                    |

## Halbfinale

### (1) Canadiens de Montréal – (3) Chicago Black Hawks
| 19. März 1946 | Canadiens de Montréal Wilbert Hiller (8:33) Elmer Lach (28:32) Billy Reay (36:29) Wilbert Hiller (36:48) Toe Blake (50:29) Maurice Richard (54:40) | 6:2 (1:1, 3:0, 2:1) Spielbericht Stand: 1:0 | Chicago Black Hawks George Gee (17:25) Bill Mosienko (52:22) | Forum de Montréal, Montréal, Québec |

| 21. März 1946 | Canadiens de Montréal Bob Fillion (6:40) Jimmy Peters (9:14) Maurice Richard (9:45) Ken Mosdell (30:02) Jimmy Peters (54:45) | 5:1 (3:1, 1:0, 1:0) Spielbericht Stand: 2:0 | Chicago Black Hawks Clint Smith (19:13) | Forum de Montréal, Montréal, Québec |

| 24. März 1946 | Chicago Black Hawks Max Bentley (15:06) Clint Smith (18:17) | 2:8 (2:2, 0:3, 0:3) Spielbericht Stand: 0:3 | Canadiens de Montréal Toe Blake (12:42) Buddy O’Connor (14:07) Buddy O’Connor (24:09) Ken Mosdell (29:31) Erwin Chamberlain (35:36) Toe Blake (49:40) Maurice Richard (50:36) Bob Fillion (54:34) | Chicago Stadium, Chicago, Illinois |

| 26. März 1946 | Chicago Black Hawks Bill Mosienko (11:26) Red Hamill (30:27) | 2:7 (1:2, 1:2, 0:3) Spielbericht Stand: 0:4 | Canadiens de Montréal Toe Blake (6:04) Maurice Richard (12:01) Toe Blake (30:54) Erwin Chamberlain (38:05) Elmer Lach (49:55) Toe Blake (57:33) Ken Reardon (58:42) | Chicago Stadium, Chicago, Illinois |

### (2) Boston Bruins – (4) Detroit Red Wings
| 19. März 1946 | Boston Bruins Pat Egan (3:11) Bill Shill (19:05) Bep Guidolin (51:43) | 3:1 (2:0, 0:1, 1:0) Spielbericht Stand: 1:0 | Detroit Red Wings Harry Watson (27:51) | Boston Garden, Boston, Massachusetts |

| 21. März 1946 | Boston Bruins | 0:3 (0:2, 0:0, 0:1) Spielbericht Stand: 1:1 | Detroit Red Wings Pat Lundy (7:32) Jim Conacher (12:58) Harry Watson (59:22) | Boston Garden, Boston, Massachusetts |

| 24. März 1946 | Detroit Red Wings Fern Gauthier (52:42) Carl Liscombe (53:25) | 2:5 (0:1, 0:1, 2:3) Spielbericht Stand: 1:2 | Boston Bruins Milt Schmidt (2:50) Woody Dumart (24:51) Pat Egan (40:25) Milt Schmidt (41:51) Woody Dumart (51:10) | Detroit Olympia, Detroit, Michigan |

| 26. März 1946 | Detroit Red Wings Fern Gauthier (51:00) | 1:4 (0:2, 0:0, 1:2) Spielbericht Stand: 1:3 | Boston Bruins Bobby Bauer (2:08) Woody Dumart (14:54) Bep Guidolin (44:08) Terry Reardon (51:30) | Detroit Olympia, Detroit, Michigan |

| 28. März 1946 | Boston Bruins Bep Guidolin (7:04) Bobby Bauer (14:03) Terry Reardon (44:24) Don Gallinger (69:51) | 4:3 n. V. (2:0, 0:1, 1:2, 1:0) Spielbericht Stand: 4:1 | Detroit Red Wings Fern Gauthier (31:00) Adam Brown (52:55) Ed Bruneteau (59:13) | Boston Garden, Boston, Massachusetts |

## Stanley-Cup-Finale

### (1) Canadiens de Montréal – (2) Boston Bruins
| 30. März 1946 | Canadiens de Montréal Émile Bouchard (20:21) Bob Fillion (23:19) Erwin Chamberlain (56:23) Maurice Richard (69:08) | 4:3 n. V. (0:0, 2:2, 1:1, 1:0) Spielbericht Stand: 1:0 | Boston Bruins Bep Guidolin (25:09) Woody Dumart (28:02) Jack Crawford (54:04) | Forum de Montréal, Montréal, Québec |

| 2. April 1946 | Canadiens de Montréal Elmer Lach (1:06) Émile Bouchard (50:10) Jimmy Peters (76:55) | 3:2 n. V. (1:1, 0:1, 1:0, 1:0) Spielbericht Stand: 2:0 | Boston Bruins Pat Egan (10:55) Bobby Bauer (23:04) | Forum de Montréal, Montréal, Québec |

| 4. April 1946 | Boston Bruins Bep Guidolin (11:01) Terry Reardon (38:41) | 2:4 (1:2, 1:0, 0:2) Spielbericht Stand: 0:3 | Canadiens de Montréal Elmer Lach (10:14) Glen Harmon (14:13) Ken Mosdell (42:45) Wilbert Hiller (45:18) | Boston Garden, Boston, Massachusetts |

| 7. April 1946 | Boston Bruins Murray Henderson (28:05) Don Gallinger (43:01) Terry Reardon (75:13) | 3:2 n. V. (0:0, 1:1, 1:1, 1:0) Spielbericht Stand: 1:3 | Canadiens de Montréal Maurice Richard (33:46) Maurice Richard (44:04) | Boston Garden, Boston, Massachusetts |

| 9. April 1946 | Canadiens de Montréal Bob Fillion (9:55) Elmer Lach (15:51) Ken Mosdell (18:28) Toe Blake (51:06) Erwin Chamberlain (54:05) Wilbert Hiller (57:13) | 6:3 (3:2, 0:1, 3:0) Spielbericht Stand: 4:1 | Boston Bruins Bill Cowley (5:42) Bobby Bauer (14:01) Milt Schmidt (27:15) | Forum de Montréal, Montréal, Québec |

### Stanley-Cup-Sieger
| Stanley-Cup-Sieger Canadiens de Montréal | Torhüter: Bill Durnan Verteidiger: Émile Bouchard, Frank Eddolls, Glen Harmon, Leo Lamoureux, Ken Reardon Angreifer: Joe Benoit, Toe Blake (C), Erwin Chamberlain, Bob Fillion, Wilbert Hiller, Elmer Lach, Ken Mosdell, Buddy O’Connor, Jimmy Peters, Gerry Plamondon, Billy Reay, Maurice Richard Cheftrainer: Dick Irvin General Manager: Tommy Gorman |

## Beste Scorer
Abkürzungen: GP = Spiele, G = Tore, A = Assists, Pts = Punkte, PIM = Strafminuten; Fett: Bestwert
| Spieler           | Team     | GP | G | A  | Pts | PIM |
| ----------------- | -------- | -- | - | -- | --- | --- |
| Elmer Lach        | Montréal | 9  | 5 | 12 | 17  | 4   |
| Toe Blake         | Montréal | 9  | 7 | 6  | 13  | 5   |
| Maurice Richard   | Montréal | 9  | 7 | 4  | 11  | 15  |
| Milt Schmidt      | Boston   | 10 | 3 | 5  | 8   | 2   |
| Bep Guidolin      | Boston   | 10 | 5 | 2  | 7   | 13  |
| Bob Fillion       | Montréal | 9  | 4 | 3  | 7   | 6   |
| Woody Dumart      | Boston   | 10 | 4 | 3  | 7   | 0   |
| Bobby Bauer       | Boston   | 10 | 4 | 3  | 7   | 2   |
| Wilbert Hiller    | Montréal | 9  | 4 | 2  | 6   | 2   |
| Erwin Chamberlain | Montréal | 9  | 4 | 2  | 6   | 18  |

## Beste Torhüter
Die kombinierte Tabelle zeigt die drei besten Torhüter in der Kategorie Gegentorschnitt sowie den jeweils Führenden in Shutouts und Siegen.
Abkürzungen: GP = Spiele, Min = Eiszeit (in Minuten), W = Siege, L = Niederlagen, GA = Gegentore, SO = Shutouts, GAA = Gegentorschnitt; Fett: Bestwert; Sortiert nach Gegentorschnitt.
Erfasst werden nur Torhüter mit 120 absolvierten Spielminuten.
| Spieler       | Team     | GP | Min    | W | L | GA | SO | GAA  |
| ------------- | -------- | -- | ------ | - | - | -- | -- | ---- |
| Bill Durnan   | Montréal | 9  | 581:16 | 8 | 1 | 20 | 0  | 2,06 |
| Frank Brimsek | Boston   | 10 | 651:07 | 5 | 5 | 29 | 0  | 2,67 |
| Harry Lumley  | Detroit  | 5  | 309:51 | 1 | 4 | 16 | 1  | 3,10 |